# Ptereleotris helenae
Ptereleotris helenae is een straalvinnige vissensoort uit de familie van wormvissen (Microdesmidae). De wetenschappelijke naam van de soort is voor het eerst geldig gepubliceerd in 1968 door Randall.